# カイル・ラファーティ
カイル・ジョセフ・ジョージ・ラファティー（Kyle Joseph George Lafferty, 1987年9月16日 - ）は、北アイルランド・ファーマナ県エニスキレン出身の同国代表サッカー選手。リンフィールドFC所属。ポジションは、フォワード。

## クラブ経歴

### バーンリー
2004年、バーンリーFCの下部組織に入団。2005年8月6日のクルー・アレクサンドラFC戦で86分に交代出場しトップチームデビュー。

### レンジャーズ
2008年6月19日、レンジャーズFCに300万ポンドで移籍。8月5日のUEFAチャンピオンズリーグ・FBKカウナス戦で移籍後初出場。8月16日のスコティッシュ・プレミアリーグ・ハート・オブ・ミドロシアンFC戦で移籍後初ゴール。
レンジャーズには4シーズン所属し、その間リーグ優勝3回・スコティッシュカップ優勝1回・スコティッシュリーグカップ優勝2回を経験した。

### シオン
2012年6月30日、スイス・スーパーリーグのFCシオンに3年契約で移籍.。

### パレルモ
2013年6月26日、セリエBのUSチッタ・ディ・パレルモに3年契約で移籍。34試合で11ゴールを奪い、クラブのセリエB優勝とセリエA昇格に貢献した。しかしマウリツィオ・ザンパリーニ会長に素行の悪さを問題視され、チームの主力であったにもかかわらず放出要員とされた。

### ノリッジ
2014年7月1日、フットボールリーグ・チャンピオンシップ所属のノリッジ・シティFCに延長オプション付きの3年契約で移籍。背番号は9に決定。

### ハーツ
2016-17シーズン限りでキャロウ・ロードを去ると、翌シーズンからの2年契約でハート・オブ・ミドロシアンFCに加入した。

### レンジャーズ
2018年8月22日、レンジャーズFCに2年契約で復帰した。

### サルプスボルグ08
2019年8月、ノルウェー・エリテセリエンのサルプスボルグ08と1年契約を結んだ。

### レッジーナ
2020年7月、レッジーナ1914に移籍した。

### キルマーノック
2021年2月、キルマーノックFCに移籍した。

## 代表歴
2006年初旬に開催されたミルクカップにU-19代表の一員として参加。
2006年末、ルーマニアやウルグアイとの親善試合に臨むメンバーに選ばれた。翌年のフィンランド戦で初ゴール。EURO2008予選ではデイヴィッド・ヒーリーとともに2トップを形成、自身もリヒテンシュタイン戦とスウェーデン戦でゴールを挙げた。
2008年3月26日のジョージアとの親善試合で初めて2ゴールを挙げた。
EURO2016予選では7ゴールを奪い首位での予選突破に大きく貢献した。
2016年5月27日にウィンザー・パークで開催されたベラルーシとの親善試合で通算50試合出場を達成。

### ゴール
| #  | 日時           | 場所                                   | 対戦相手           | スコア | 最終結果 | 大会                  |
| -- | -------------- | -------------------------------------- | ------------------ | ------ | -------- | --------------------- |
| 1  | 2006年8月16日  | ヘルシンキ・オリンピックスタジアム     | フィンランド       | 2–0    | 2–1      | 親善試合              |
| 2  | 2007年8月22日  | ウィンザー・パーク                     | リヒテンシュタイン | 3–0    | 3–1      | EURO2008予選          |
| 3  | 2007年10月17日 | ロースンダ・スタディオン               | スウェーデン       | 1–1    | 1–1      | EURO2008予選          |
| 4  | 2008年3月26日  | ウィンザー・パーク                     | ジョージア         | 1–0    | 4–1      | 親善試合              |
| 5  | 2008年3月26日  | ウィンザー・パーク                     | ジョージア         | 3–0    | 4–1      | 親善試合              |
| 6  | 2008年10月15日 | ウィンザー・パーク                     | サンマリノ         | 3–0    | 4–0      | 南アフリカW杯欧州予選 |
| 7  | 2009年9月5日   | シレジア競技場                         | ポーランド         | 1–0    | 1–1      | 南アフリカW杯欧州予選 |
| 8  | 2010年10月12日 | スヴェンカスカール                     | フェロー諸島       | 1–1    | 1–1      | EURO2012予選          |
| 9  | 2012年8月15日  | ウィンザー・パーク                     | フィンランド       | 2–0    | 3–3      | 親善試合              |
| 10 | 2014年9月7日   | グルパマ・アレーナ                     | ハンガリー         | 2–1    | 2–1      | EURO2016予選          |
| 11 | 2014年10月11日 | ウィンザー・パーク                     | フェロー諸島       | 2–0    | 2–0      | EURO2016予選          |
| 12 | 2014年10月14日 | スタディオ・ヨルギオス・カライスカキス | ギリシャ           | 2–0    | 2–0      | EURO2016予選          |
| 13 | 2015年3月29日  | ウィンザー・パーク                     | フィンランド       | 1–0    | 2–1      | EURO2016予選          |
| 14 | 2015年3月29日  | ウィンザー・パーク                     | フィンランド       | 2–0    | 2–1      | EURO2016予選          |
| 15 | 2015年9月4日   | トースヴェリュール                     | フェロー諸島       | 3–1    | 3–1      | EURO2016予選          |
| 16 | 2015年9月7日   | ウィンザー・パーク                     | ハンガリー         | 1–1    | 1–1      | EURO2016予選          |
| 17 | 2016年5月27日  | ウィンザー・パーク                     | ベラルーシ         | 1–0    | 3–0      | 親善試合              |
| 18 | 2016年10月8日  | ウィンザー・パーク                     | サンマリノ         | 2–0    | 4–0      | ロシアW杯欧州予選     |
| 19 | 2016年10月8日  | ウィンザー・パーク                     | サンマリノ         | 4–0    | 4–0      | ロシアW杯欧州予選     |
| 20 | 2016年11月11日 | ウィンザー・パーク                     | アゼルバイジャン   | 1–0    | 4–0      | ロシアW杯欧州予選     |

## 人物
2012年6月にレンフルーシャーにてミス・スコットランドの女性と挙式。すでに二人の間には2011年に長男が生まれている。その後、二人は離婚。2016年6月にグレンイーグルス・ホテルにて新しい交際相手と挙式。
2016年7月、ブックメーカーと不適切な関係を持ったとしてFAから罰金を言い渡された。

## タイトル
レンジャーズ
- スコティッシュ・プレミアリーグ : 2008-09, 2009-10, 2010-11
- スコティッシュ・カップ : 2009
- スコティッシュ・リーグカップ : 2010, 2011

パレルモ
- セリエB : 2013-14